# Buffalo Bills 2002
La stagione 2001 dei Buffalo Bills è stata la 33ª della franchigia nella National Football League, la 43ª incluse quelle nell'American Football League. Nella seconda stagione sotto la direzione del capo-allenatore Gregg Williams la squadra ebbe un record di 8 vittorie e 8 sconfitte, piazzandosi quarta nella AFC East e mancando i playoff per il terzo anno consecutivo.
In questa stagione i Bills acquisirono dai New England Patriots il quarterback Drew Bledsoe che portò immediata credibilità al debole attacco della squadra. Questo, che si classificato l'anno precedente come il quinto peggiore della lega, si piazzò al sesto posto dell'AFC.

## Roster
| Roster dei Buffalo Bills nel 2002 |
| --- |
| Quarterback - 11 Drew Bledsoe - 10 Alex Van Pelt - 5 Travis Brown Running Back - 35 Joe Burns - 37 Larry Centers FB - 41 Phil Crosby - 20 Travis Henry - 33 Sammy Morris Wide Receiver - 89 Charles Johnson - 80 Eric Moulds - 81 Peerless Price - 82 Josh Reed - 31 Charlie Rogers - 87 Andre Rone Tight End - 88 Cory Geason - 83 Dave Moore - 85 Jay Riemersma Offensive Linemen - 79 Ruben Brown G - 63 Bill Conaty C - 69 Mike Houghton G - 75 Jonas Jennings T - 74 Marques Sullivan G - 73 Marcus Price T - 61 Mike Pucillo G - 70 Trey Teague C - 68 Mike Williams T Defensive Linemen - 72 Chidi Ahanotu DE - 97 Justin Bannan DT - 92 Ryan Denney DT - 98 Ron Edwards DT - 96 Grant Irons DE - 77 Kendrick Office DE - 94 Aaron Schobel DE - 93 Pat Williams DT Linebacker - 56 Anthony Denman OLB - 54 Greg Favors OLB - 59 London Fletcher MLB - 51 DaShon Polk OLB - 53 Keith Newman OLB - 55 Eddie Robinson OLB - 50 Dominique Stevenson MLB - 99 Maugaula Tuitele Defensive Back - 47 Ahmad D. Brooks CB - 22 Nate Clements CB - 25 Tony Driver CB - 30 Marcus Floyd CB - 24 Billy Jenkins SS - 23 Pierson Prioleau FS - 28 Kevin Thomas CB - 21 Chris Watson CB - 26 Antoine Winfield CB - 27 Coy Wire SS Special Team - 1 Mike Hollis K - 48 Brady McDonnell TE/LS - 8 Brian Moorman P Lista delle riserve - 19 Reggie Allen WR (IR) - 29 Jason Bostic FS (IR) - 38 Shawn Bryson RB (IR) - 6 David Dinkins QB (IR) Squadra di allenamento - 14 Clarence Coleman WR - -- Joey Hollenbeck OL - 91 Omari Jordan DT - 19 Rodney Wright WR |
| Legenda - I rookie sono in corsivo. - Il primo ruolo è il principale mentre gli eventuali successivi indicano i ruoli secondari. - (IR) sta per Injured Reserve ed indica la lista ristretta per un solo giocatore infortunato che può tornare ad allenarsi dopo la settimana 6 e a rientrare in prima squadra dopo che questa ha giocato 8 partite. - (NF-Inj.) / (NF-Ill.) stanno rispettivamente per Non-Football Injured e Non-Football Illness ed indicano le liste dove viene inserito un giocatore che ha un infortunio o una malattia non dipendente dal football americano. - (PUP) sta per Physically Unable to Perform ed indica la lista dove viene inserito un giocatore mentre è in attesa di recuperare la condizione fisica. Nella stagione regolare dopo la sesta partita giocata dalla propria squadra, il giocatore ha tempo tre settimane per riprendere ad allenarsi, più tre settimane aggiuntive dal suo rientro agli allenamenti per rientrare in prima squadra. |

Fonte:

## Calendario
| Stagione regolare |                    |                         |                    |                    |                    |
| Turno             | Data               | Avversario              | Risultato          | Record             | Pubblico           |
| 1                 | 8 settembre 2002   | New York Jets           | S 37–31 (DTS)      | 0–1                | 72,751             |
| 2                 | 15 settembre 2002  | at Minnesota Vikings    | V 45–39 (DTS)      | 1–1                | 64,047             |
| 3                 | 22 settembre 2002  | at Denver Broncos       | S 28–23            | 1–2                | 75,359             |
| 4                 | 29 settembre 2002  | Chicago Bears           | V 33–27 (DTS)      | 2–2                | 72,780             |
| 5                 | 6 ottobre 2002     | Oakland Raiders         | S 49–31            | 2–3                | 73,038             |
| 6                 | 13 ottobre 2002    | at Houston Texans       | V 31–24            | 3–3                | 70,120             |
| 7                 | 20 ottobre 2002    | at Miami Dolphins       | V 23–10            | 4–3                | 73,180             |
| 8                 | 27 ottobre 2002    | Detroit Lions           | V 24–17            | 5–3                | 72,710             |
| 9                 | 3 novembre 2002    | New England Patriots    | S 38–7             | 5–4                | 73,448             |
| 10                | Settimana di pausa | Settimana di pausa      | Settimana di pausa | Settimana di pausa | Settimana di pausa |
| 11                | November 17, 2002  | at Kansas City Chiefs   | S 17–16            | 5–5                | 77,951             |
| 12                | 24 novembre 2002   | at New York Jets        | S 31–13            | 5–6                | 78,745             |
| 13                | 1º dicembre 2002   | Miami Dolphins          | V 38–21            | 6–6                | 73,287             |
| 14                | 8 dicembre 2002    | at New England Patriots | S 27–17            | 6–7                | 68,436             |
| 15                | 15 dicembre 2002   | San Diego Chargers      | V 20–13            | 7–7                | 61,838             |
| 16                | 22 dicembre 2002   | at Green Bay Packers    | S 10–0             | 7–8                | 64,106             |
| 17                | 29 dicembre 2002   | Cincinnati Bengals      | V 27–9             | 8–8                | 47,850             |

## Classifiche
| AFC East             |   |   |   |      |     |     |     |
|                      | V | S | P | %    | PF  | PS  | STR |
| (4) New York Jets    | 9 | 7 | 0 | .563 | 359 | 336 | V2  |
| New England Patriots | 9 | 7 | 0 | .563 | 381 | 346 | V1  |
| Miami Dolphins       | 9 | 7 | 0 | .563 | 378 | 301 | S2  |
| Buffalo Bills        | 8 | 8 | 0 | .500 | 379 | 397 | V1  |